# 梁實秋文學獎
梁實秋文學獎是台灣首個以作家為名的文學獎項，由梁實秋的弟子、作家余光中所創辦。獎項最初由中華日報與行政院文建會共同設置，第一屆（1988）由中華日報副刊主辦，第二十一屆（2008）改由九歌文教基金會承辦，第二十六屆（2013）由國立臺灣師範大學主辦至今。